# Monts Ox
Les monts Ox (en irlandais Sliabh Gamh) sont un massif montagneux situé dans le comté de Sligo en Irlande. Le plus haut sommet du massif est Knockalongy qui s’élève à 544 m d’altitude. Le nom irlandais qui signifie montagnes des orages rappelle les vents très forts qui y soufflent en provenance de l’océan Atlantique.